# Campionato mondiale maschile di pallamano 2003
Il Campionato mondiale maschile di pallamano 2003 si è svolto in Portogallo dal 20 gennaio al 2 febbraio. La Croazia ha vinto il titolo battendo in finale la Germania 34 - 31. Le prime 7 squadre si sono qualificate alle Olimpiadi di Atene del 2004.

## Squadre partecipanti
Si sono qualificate 24 squadre al primo turno della competizione, divise in 4 gironi:
Gruppo A
- Kuwait
- Marocco
- Polonia
- Spagna
- Tunisia
- Jugoslavia

Gruppo B
- Australia
- Germania
- Groenlandia
- Islanda
- Portogallo
- Qatar

Gruppo C
- Argentina
- Croazia
- Francia
- Ungheria
- Russia
- Arabia Saudita

Gruppo D
- Algeria
- Brasile
- Danimarca
- Egitto
- Slovenia
- Svezia

## Risultati

### Fase a gruppi
Si qualificano al secondo turno della competizione le prime quattro classificate di ciascun girone.

#### Gruppo A (Guimarães)
| Pos. | Squadra    | Pt | G | V | N | P | PF  | PS  | DP  |
| ---- | ---------- | -- | - | - | - | - | --- | --- | --- |
| 1.   | Spagna     | 10 | 5 | 5 | 0 | 0 | 157 | 106 | +51 |
| 2.   | Jugoslavia | 8  | 5 | 4 | 0 | 1 | 142 | 103 | +39 |
| 3.   | Polonia    | 6  | 5 | 3 | 0 | 2 | 140 | 130 | +10 |
| 4.   | Tunisia    | 4  | 5 | 2 | 0 | 3 | 131 | 129 | +2  |
| 5.   | Kuwait     | 2  | 5 | 1 | 0 | 4 | 98  | 168 | -70 |
| 6.   | Marocco    | 0  | 5 | 0 | 0 | 5 | 113 | 145 | -32 |

| Guimaraes 20 gennaio 2003 | Tunisia | 29 – 20 | Kuwait |  |

| Guimaraes 20 gennaio 2003 | Jugoslavia | 24 – 20 | Polonia |  |

| Guimaraes 20 gennaio 2003 | Spagna | 23 – 18 | Marocco |  |

| Guimaraes 21 gennaio 2003 | Kuwait | 14 – 36 | Jugoslavia |  |

| Guimaraes 21 gennaio 2003 | Marocco | 24 – 28 | Tunisia |  |

| Guimaraes 21 gennaio 2003 | Spagna | 25 – 34 | Polonia |  |

| Guimaraes 23 gennaio 2003 | Marocco | 22 – 25 | Kuwait |  |

| Guimaraes 23 gennaio 2003 | Tunisia | 22 – 24 | Polonia |  |

| Guimaraes 23 gennaio 2003 | Spagna | 22 – 20 | Jugoslavia |  |

| Guimaraes 25 gennaio 2003 | Spagna | 45 – 18 | Kuwait |  |

| Guimaraes 25 gennaio 2003 | Jugoslavia | 28 – 27 | Tunisia |  |

| Guimaraes 25 gennaio 2003 | Polonia | 35 – 29 | Marocco |  |

| Guimaraes 26 gennaio 2003 | Tunisia | 25 – 33 | Spagna |  |

| Guimaraes 26 gennaio 2003 | Jugoslavia | 34 – 20 | Marocco |  |

| Guimaraes 26 gennaio 2003 | Polonia | 36 – 21 | Kuwait |  |

#### Gruppo B (Viseu)
| Pos. | Squadra     | Pt | G | V | N | P | PF  | PS  | DP  |
| ---- | ----------- | -- | - | - | - | - | --- | --- | --- |
| 1.   | Germania    | 10 | 5 | 5 | 0 | 0 | 191 | 111 | +80 |
| 2.   | Islanda     | 8  | 5 | 4 | 0 | 1 | 185 | 116 | +69 |
| 3.   | Portogallo  | 6  | 5 | 3 | 0 | 2 | 164 | 126 | +38 |
| 4.   | Qatar       | 4  | 5 | 2 | 0 | 3 | 116 | 159 | -43 |
| 5.   | Australia   | 2  | 5 | 1 | 0 | 4 | 100 | 192 | -92 |
| 6.   | Groenlandia | 0  | 5 | 0 | 0 | 5 | 100 | 152 | -52 |

| Viseu 20 gennaio 2003 | Germania | 40 – 17 | Qatar |  |

| Viseu 20 gennaio 2003 | Islanda | 55 – 15 | Australia |  |

| Viseu 20 gennaio 2003 | Portogallo | 34 – 19 | Groenlandia |  |

| Viseu 21 gennaio 2003 | Qatar | 21 – 31 | Portogallo |  |

| Viseu 21 gennaio 2003 | Australia | 16 – 46 | Germania |  |

| Viseu 21 gennaio 2003 | Groenlandia | 17 – 30 | Islanda |  |

| Viseu 23 gennaio 2003 | Germania | 34 – 20 | Groenlandia |  |

| Viseu 23 gennaio 2003 | Australia | 23 – 28 | Qatar |  |

| Viseu 23 gennaio 2003 | Islanda | 29 – 28 | Portogallo |  |

| Viseu 25 gennaio 2003 | Portogallo | 29 – 37 | Germania |  |

| Viseu 25 gennaio 2003 | Islanda | 42 – 22 | Qatar |  |

| Viseu 25 gennaio 2003 | Groenlandia | 21 – 26 | Australia |  |

| Viseu 26 gennaio 2003 | Islanda | 29 – 34 | Germania |  |

| Viseu 26 gennaio 2003 | Groenlandia | 23 – 28 | Qatar |  |

| Viseu 26 gennaio 2003 | Portogallo | 42 – 20 | Australia |  |

#### Gruppo C (Madera)
| Pos. | Squadra        | Pt | G | V | N | P | PF  | PS  | DP  |
| ---- | -------------- | -- | - | - | - | - | --- | --- | --- |
| 1.   | Croazia        | 8  | 5 | 4 | 0 | 1 | 135 | 125 | +10 |
| 2.   | Francia        | 8  | 5 | 4 | 0 | 1 | 147 | 103 | +44 |
| 3.   | Russia         | 5  | 5 | 2 | 1 | 2 | 132 | 132 | 0   |
| 4.   | Ungheria       | 4  | 5 | 2 | 0 | 3 | 154 | 138 | +16 |
| 5.   | Argentina      | 3  | 5 | 1 | 1 | 3 | 127 | 156 | -29 |
| 6.   | Arabia Saudita | 2  | 5 | 1 | 0 | 4 | 114 | 155 | -41 |

| Madera 20 gennaio 2003 | Russia | 31 – 30 | Ungheria |  |

| Madera 20 gennaio 2003 | Croazia | 29 – 30 | Argentina |  |

| Madera 20 gennaio 2003 | Francia | 30 – 23 | Arabia Saudita |  |

| Madera 21 gennaio 2003 | Argentina | 26 – 26 | Russia |  |

| Madera 21 gennaio 2003 | Arabia Saudita | 18 – 25 | Croazia |  |

| Madera 21 gennaio 2003 | Ungheria | 29 – 24 | Francia |  |

| Madera 23 gennaio 2003 | Ungheria | 36 – 25 | Arabia Saudita |  |

| Madera 23 gennaio 2003 | Russia | 26 – 28 | Croazia |  |

| Madera 23 gennaio 2003 | Francia | 35 – 18 | Argentina |  |

| Madera 25 gennaio 2003 | Argentina | 23 – 35 | Ungheria |  |

| Madera 25 gennaio 2003 | Croazia | 23 – 22 | Francia |  |

| Madera 25 gennaio 2003 | Russia | 34 – 17 | Arabia Saudita |  |

| Madera 26 gennaio 2003 | Croazia | 30 – 29 | Ungheria |  |

| Madera 26 gennaio 2003 | Arabia Saudita | 31 – 30 | Argentina |  |

| Madera 26 gennaio 2003 | Russia | 15 – 31 | Francia |  |

#### Gruppo D (São João da Madeira)
| Pos. | Squadra   | Pt | G | V | N | P | PF  | PS  | DP  |
| ---- | --------- | -- | - | - | - | - | --- | --- | --- |
| 1.   | Svezia    | 8  | 5 | 4 | 0 | 1 | 147 | 129 | +18 |
| 2.   | Danimarca | 8  | 5 | 4 | 0 | 1 | 146 | 125 | +21 |
| 3.   | Slovenia  | 6  | 5 | 3 | 0 | 2 | 144 | 137 | +7  |
| 4.   | Egitto    | 5  | 5 | 2 | 1 | 2 | 132 | 139 | -7  |
| 5.   | Algeria   | 2  | 5 | 0 | 2 | 3 | 119 | 136 | -17 |
| 6.   | Brasile   | 1  | 5 | 0 | 1 | 4 | 118 | 140 | -22 |

| São João da Madeira 20 gennaio 2003 | Algeria | 22 – 22 | Brasile |  |

| São João da Madeira 20 gennaio 2003 | Svezia | 29 – 23 | Egitto |  |

| São João da Madeira 20 gennaio 2003 | Danimarca | 33 – 24 | Slovenia |  |

| São João da Madeira 21 gennaio 2003 | Egitto | 25 – 25 | Algeria |  |

| São João da Madeira 21 gennaio 2003 | Slovenia | 29 – 25 | Svezia |  |

| São João da Madeira 21 gennaio 2003 | Brasile | 24 – 28 | Danimarca |  |

| São João da Madeira 23 gennaio 2003 | Slovenia | 26 – 27 | Egitto |  |

| São João da Madeira 23 gennaio 2003 | Svezia | 29 – 21 | Brasile |  |

| São João da Madeira 23 gennaio 2003 | Danimarca | 22 – 19 | Algeria |  |

| São João da Madeira 25 gennaio 2003 | Algeria | 28 – 32 | Svezia |  |

| São João da Madeira 25 gennaio 2003 | Brasile | 27 – 30 | Slovenia |  |

| São João da Madeira 25 gennaio 2003 | Danimarca | 35 – 26 | Egitto |  |

| São João da Madeira 26 gennaio 2003 | Danimarca | 28 – 32 | Svezia |  |

| São João da Madeira 26 gennaio 2003 | Brasile | 24 – 31 | Egitto |  |

| São João da Madeira 26 gennaio 2003 | Algeria | 25 – 35 | Slovenia |  |

### Fase a eliminazione diretta
Avanza alle semifinali del torneo la migliore squadra di ciascun gruppo.

#### Gruppo 1 (Caminha)
| Pos. | Squadra | Pt | G | V | N | P | PF  | PS  | DP  |
| ---- | ------- | -- | - | - | - | - | --- | --- | --- |
| 1.   | Spagna  | 6  | 3 | 3 | 0 | 0 | 106 | 71  | +35 |
| 2.   | Islanda | 4  | 3 | 2 | 0 | 1 | 106 | 83  | +23 |
| 3.   | Polonia | 2  | 3 | 1 | 0 | 2 | 89  | 93  | -4  |
| 4.   | Qatar   | 0  | 3 | 0 | 0 | 3 | 63  | 117 | -54 |

#### Gruppo 2 (Póvoa de Varzim)
| Pos. | Squadra    | Pt | G | V | N | P | PF | PS | DP  |
| ---- | ---------- | -- | - | - | - | - | -- | -- | --- |
| 1.   | Germania   | 5  | 3 | 2 | 1 | 0 | 98 | 81 | +17 |
| 2.   | Jugoslavia | 5  | 3 | 2 | 1 | 0 | 89 | 86 | +3  |
| 3.   | Portogallo | 2  | 3 | 1 | 0 | 2 | 89 | 93 | -4  |
| 4.   | Tunisia    | 0  | 3 | 0 | 0 | 3 | 74 | 85 | -11 |

#### Gruppo 3 (Rio Maior)
| Pos. | Squadra   | Pt | G | V | N | P | PF | PS | DP  |
| ---- | --------- | -- | - | - | - | - | -- | -- | --- |
| 1.   | Croazia   | 6  | 3 | 3 | 0 | 0 | 90 | 76 | +14 |
| 2.   | Russia    | 4  | 3 | 2 | 0 | 1 | 90 | 78 | +12 |
| 3.   | Danimarca | 2  | 3 | 1 | 0 | 2 | 90 | 94 | -4  |
| 4.   | Egitto    | 0  | 3 | 0 | 0 | 3 | 71 | 93 | -22 |

#### Gruppo 4 (Espinho)
| Pos. | Squadra  | Pt | G | V | N | P | PF | PS | DP  |
| ---- | -------- | -- | - | - | - | - | -- | -- | --- |
| 1.   | Francia  | 6  | 3 | 3 | 0 | 0 | 90 | 70 | +20 |
| 2.   | Ungheria | 2  | 3 | 1 | 0 | 2 | 84 | 87 | -3  |
| 3.   | Slovenia | 2  | 3 | 1 | 0 | 2 | 76 | 84 | -8  |
| 4.   | Svezia   | 2  | 3 | 1 | 0 | 2 | 82 | 91 | -9  |

#### Semifinali
5º-8º posto
| Lisbona 1 febbraio 2003 | Jugoslavia | 33 – 34 | Ungheria |  |

| Lisbona 1 febbraio 2003 | Islanda | 27 – 30 | Russia |  |

1º-4º posto
| Lisbona 1 febbraio 2003 | Germania | 23 – 22 | Francia |  |

| Lisbona 1 febbraio 2003 | Spagna | 37 – 39 | Croazia |  |

#### Finali
7º-8º posto
| Lisbona 2 febbraio 2003 | Islanda | 32 – 27 | Jugoslavia |  |

5º-6º posto
| Lisbona 2 febbraio 2003 | Russia | 30 – 25 | Ungheria |  |

3º-4º posto
| Lisbona 2 febbraio 2003 | Spagna | 22 – 27 | Francia |  |

1º-2º posto
| Lisbona 2 febbraio 2003 | Croazia | 34 – 31 | Germania |  |

## Classifica finale
1. Croazia
2. Germania
3. Francia
4. Spagna
5. Russia
6. Ungheria
7. Islanda
8. Jugoslavia
9. Danimarca
10. Polonia
11. Slovenia
12. Portogallo
13. Svezia
14. Tunisia
15. Egitto
16. Qatar
17. Argentina
18. Algeria
19. Arabia Saudita
20. Kuwait
21. Australia
22. Brasile
23. Marocco
24. Groenlandia